# Лина
Ли́на — женское личное имя греческого происхождения.
Образовано от греческого имени Λῖνος (Линос), далее от др.-греч. λίνος — «лин» (скорбная песнь о безвременной смерти Лина). Из греческой мифологии имя основателя этого рода — Лин (Линос), сын Аполлона.

## В религии
Православные святцы: м. Лин (именины)
Полное имя — Лина
Католические святцы (лат.): м. Linus (именины)

## Иноязычные формы
- Французский — Line (Лин), производное — Linette (Линетт)
- Испанский — Lino (Лино); Lina (Лина)
- Португальский — Lino (Лину); Lina (Лина)
- Итальянский — Lino (Лино), уменьшительное — Linuccio (Линуччо); Lina (Лина), уменьшительные — Linuccia (Линучча), Linetta (Линетта)
- Украинский — Ліна, уменьшительные — Лінонька, Ліночка, Лінуся, Лінусенька, Лінусечка, Лінуська
- Белорусский — Ліна, уменьшительные — Ліначка, Лінка
- Датский — Lina (Лина)
- Шведский — Lina (Лина)
- Эстонский — Liina (Лиина)

## Персонаж
- Лина Инверс — главная героиня аниме «Рубаки»*

```
Lina персонаж в игре DotA 2
```

## В астрономии
- (468) Лина — астероид, открытый в 1901 году.